# Елвуд (Нью-Йорк)
Елвуд (англ. Elwood) — переписна місцевість (CDP) в США, в окрузі Саффолк штату Нью-Йорк. Населення — 11 426 осіб (2020).

## Географія
Елвуд розташований за координатами 40°50′46″ пн. ш. 73°20′20″ зх. д. / 40.84611° пн. ш. 73.33889° зх. д. (40.846198, -73.338875).  За даними Бюро перепису населення США в 2010 році переписна місцевість мала площу 12,38 км², уся площа — суходіл.

## Демографія
Згідно з переписом 2010 року, у переписній місцевості мешкало 11 177 осіб у 3512 домогосподарствах у складі 2972 родин. Густота населення становила 903 особи/км².  Було 3585 помешкань (289/км²).
Расовий склад населення:
| - 82,1 % — білих - 8,0 % — азіатів - 6,2 % — чорних або афроамериканців - 0,1 % — корінних американців - 2,0 % — осіб інших рас |

До двох чи більше рас належало 1,6 %. Частка іспаномовних становила 8,2 % від усіх жителів.
За віковим діапазоном населення розподілялося таким чином: 26,8 % — особи молодші 18 років, 58,4 % — особи у віці 18—64 років, 14,8 % — особи у віці 65 років та старші. Медіана віку мешканця становила 42,0 року. На 100 осіб жіночої статі у переписній місцевості припадало 94,0 чоловіків;  на 100 жінок у віці від 18 років та старших — 91,8 чоловіків також старших 18 років.
Середній дохід на одне домашнє господарство  становив 134 958 доларів США (медіана — 104 476), а середній дохід на одну сім'ю — 146 450 доларів (медіана — 120 982). Медіана доходів становила 91 563 долари для чоловіків та 46 900 доларів для жінок. За межею бідності перебувало 4,3 % осіб, у тому числі 4,4 % дітей у віці до 18 років та 3,8 % осіб у віці 65 років та старших.
Цивільне працевлаштоване населення становило 5010 осіб. Основні галузі зайнятості: освіта, охорона здоров'я та соціальна допомога — 28,2 %, науковці, спеціалісти, менеджери — 15,5 %, роздрібна торгівля — 10,8 %, фінанси, страхування та нерухомість — 9,7 %.